# Echinocereus palmeri
Echinocereus palmeri ist eine Pflanzenart in der Gattung Echinocereus aus der Familie der Kakteengewächse (Cactaceae). Das Artepitheton palmeri ehrt den aus Großbritannien stammenden Botaniker und Pflanzensammler Edward Palmer (1831–1911).

## Beschreibung
Echinocereus palmeri wächst einzeln oder mit einigen Seitentrieben und bildet ein stark verdickte Pfahlwurzel aus. Die dunkelgrünen, eiförmigen bis zylindrischen Triebe sind zu ihrer Spitze hin verjüngt und weisen durch den jährlichen Neutrieb bedingte Einschnürungen auf. Sie sind 3 bis 8 Zentimeter (selten bis zu 15 Zentimeter) lang und weisen Durchmesser von 2 bis 3 Zentimeter auf. Die Triebe werden durch die Bedornung nicht verdeckt. Es sind sechs bis zwölf niedrige Rippen vorhanden, die kaum gehöckert sind. Die ein bis zwei, selten bis zu drei, schlanken und aufsteigenden Mitteldornen sind braun bis schwarz. Sie weisen eine Länge von 1 bis 2 Zentimeter auf. Die acht bis 16 weißlichen Randdornen besitzen eine dunklerer Spitze, liegen an der Trieboberfläche an und sind 0,4 bis 0,8 Zentimeter lang.
Die trichterförmigen Blüten sind rosa-lavendelfarben bis rosafarben und duften. Sie erscheinen in der Nähe der Triebspitzen, sind bis 6 Zentimeter lang und erreichen Durchmesser von 6 Zentimeter (selten bis zu 9 Zentimeter). Die eiförmigen Früchte sind grün und enthalten weißes Fruchtfleisch.

## Verbreitung, Systematik und Gefährdung
Echinocereus palmeri ist in den mexikanischen Bundesstaaten Chihuahua und Durango verbreitet.
Die Erstbeschreibung durch Nathaniel Lord Britton und Joseph Nelson Rose wurde 1922 veröffentlicht. Ein taxonomisches Synonym ist Echinocereus palmeri subsp. escobedensis W.Rischer (2003).
In der Roten Liste gefährdeter Arten der IUCN wird die Art als „Least Concern (LC)“, d. h. als nicht gefährdet geführt.

## Nachweise